# Marie d'Alençon
 (juillet 2020).
Si vous disposez d'ouvrages ou d'articles de référence ou si vous connaissez des sites web de qualité traitant du thème abordé ici, merci de compléter l'article en donnant les références utiles à sa vérifiabilité et en les liant à la section « Notes et références ».
Marie d'Alençon (29 mars 1373 - 1417) fut une aristocrate française, épouse de Jean VII d'Harcourt, comte d'Harcourt et d'Aumale, vicomte de Châtellerault, baron d'Elbeuf, de Mézières, de Lillebonne et de La Saussaye. 

## Famille
Marie naquit le 29 mars 1373 au château d'Essay, dans l'Orne. Elle était la fille aînée de Pierre II, comte d'Alençon, neveu du roi Philippe VI, et de Marie Chamaillard, vicomtesse de Beaumont-au-Maine. Elle était la sœur de Catherine d'Alençon, comtesse de Mortain puis duchesse de Bavière-Ingolstadt et de Jean Ier, duc d'Alençon. 

## Mariage
Marie épousa Jean VII, comte d'Harcourt et d'Aumale (1369 -18 décembre 1452) à Paris le 17 mars 1390, peu avant son dix-septième anniversaire. Son époux était le fils de Jean VI d'Harcourt et de Catherine de Bourbon.  
Le couple eut trois enfants :  
- Jean VIII d'Harcourt (9 avril 1396 - 17 août 1424 à la bataille de Verneuil), commandant des troupes françaises à la bataille de Verneuil. Il eut un fils illégitime avec sa maîtresse Marguerite de Preullay, Louis d'Harcourt.
- Marie d'Harcourt (9 septembre 1398 - 19 avril 1476), comtesse d'Aumale, elle épousa le 12 août 1416 Antoine de Vaudémont, comte de Vaudémont, sire de Joinville, avec qui elle eut cinq enfants, dont Ferry II de Vaudémont, comte de Vaudémont, sire de Joinville (mai 1428 - 31 août 1470), qui, en 1445, épousa Yolande d'Anjou, sœur aînée de Marguerite d'Anjou, reine d'Angleterre.
- Jeanne d'Harcourt (11 septembre 1399 -1456), comtesse d'Harcourt, elle épousa d'abord en 1414 Jean, seigneur de Rieux et de Rochefort, baron d'Ancenis. Elle épousa ensuite en 1434, Bertrand de Dinan, baron de Châteaubriant, maréchal de Bretagne.

Marie mourut en 1417, environ deux ans après que son mari, s'étant distingué à la bataille d'Azincourt, eut été fait prisonnier par les troupes anglaises victorieuses, dirigées par le roi Henri V.